# Beyond the Void
Beyond the Void war eine deutsche Dark-Rock-Band.

## Geschichte
Die Band wurde Neujahr 2000 in München von Musikern gegründet, die vorher in verschiedenen anderen Bands aktiv waren. Nach einer Mini-CD im Jahre 2002 erschien dann 2004 das Debütalbum bei Transformer Records und 2006 der Nachfolger bei Chris Pohls Label Fear Section. Im Februar 2008 wurden die Maxi-CD Seductora und das dritte Album Gloom Is a Trip for Two bei Endzeit Elegies veröffentlicht. Darüber hinaus tourte die Band 2008 zweimal mit L’Âme Immortelle.

## Stil
Die offizielle Stilbezeichnung ist „Modern Goth Rock“, eine Mischung, die man auch als Dark Rock bezeichnet und die sich aus den Genres Gothic Rock, Gothic Metal und aus der zeitgenössischen Rockmusik bedient.

## Diskografie
- 2002: The Infinite Eye
- 2004: Our Somewhere Else
- 2006: I Am Your Ruin
- 2008: Seductora (Maxi-CD)
- 2008: Gloom Is a Trip for Two

## Sonstiges
- Die Band erhielt den Award Breakthrough Artist 2006 des mexikanischen Magazins Chimera.
- Sie wurde jeweils durch eine Jury ins Finale des Schandmaul Contests 2006 und ins Halbfinale des Stars In The City Contests 2007 gewählt.
- Sie tourte 2007 als erste deutsche Band in der Online-Welt Second Life.
- Daniel Pharos ist ebenfalls Sänger der Funeral-Doom-Band Worship.
- 2005 traten sie mit der damals noch sehr jungen Band A Life Divided auf.